# 古林邦和
古林 邦和（ふるばやし くにかず）は、1947年（昭和22年）鳥取県倉吉市生まれの小説家。広島大学文学部英文学科卒業。その後、北海道の公立高校で英語教諭、55歳で日本語教師としてベトナムへ移住。その後小説家として、本腰を入れた。中国短編文学賞、とっとり文学賞など、数多くの文学賞を受賞している。

## 略歴
- 1947年、鳥取県倉吉市生まれ。
- 1973年、広島大学文学部英文学科卒業。[2]
- 1973年、北海道の公立高校英語教諭（北海道木古内高校、北海道古平高校、札幌市立開成高校、札幌市立山の手養護学校）
- 2002年、ベトナムへ移住し、サイゴン社会科学人文大学で日本語講師として勤務する傍ら、執筆作業を開始。
- 2005年、ベトナムより帰国、執筆活動に専念。

## 作品リスト

### 単行本
- 滅びゆくものの伝説ー創世記の人々　戯曲（1978年9月、渓水社　「林原雅史」名で著作）
- おとなの童話　ぼくが小さいのかもしれない（2007年4月、白馬書房）
- 不思議な不思議なベトナムワールド - ベトナム人と日本人の三十の小さな物語 新風舎文庫（2003年4月、新風舎）
- 熱帯に降る雨（2016年7月、新日本海新聞社）

## 賞歴
- 2005年、第16回日本海文学大賞[3]佳作（北陸中日新聞主催）（『蛙殺し』）[4]
- 2006年、第3回福永令三児童文学賞金賞（福永令三児童文学賞事務局主催）（『おとなの童話　ぼくが小さいのかもしれない』）
- 2007年、第17回東北北海道文学賞奨励賞（文芸東北新社内 東北北海道文学賞会議主催）（『白い夏』）
- 2009年、第19回 東北北海道文学賞奨励賞（文芸東北新社内 東北北海道文学賞会議主催）（『パーボ・スロプタ』）
- 2011年、さきがけ文学賞選奨賞（公益財団法人さきがけ文学賞渡辺喜恵子基金主催）（『和解』）
- 2012年、 第44回中国短編文学賞 - ウェイバックマシン（2017年8月14日アーカイブ分）大賞（中国新聞主催）（『トマト』）
- 2014年、ＮＨＫ銀の雫文芸賞優秀賞（ＮＨＫ厚生文化事業団主催）（『雨に打たれて』）
- 2014年、さばえ近松文学賞2014優秀賞（近松の里づくり事業推進会議主催）（『シャル ウィー？』）
- 2016年、 第3回とっとり文学賞（新日本海新聞社主催）（『熱帯に降る雨』）
- 2020年、 第42号鳥取文芸賞（一般財団法人 鳥取市社会教育事業団主催）（『蛇と飛ぶ』）
- 2021年、 第15回北九州文学協会文学賞小説部門大賞（一般財団法人 北九州文学協会主催）（『傷痕』）

## 映画
- 1968年、「記録なき青春」（スタッフ）ー 広島を舞台に被爆二世の若者たちの青春を描くドラマ。白井更生脚本・監督の「ヒロシマ一九六六」でチーフ助監督をつとめた阿部孝男の第一回作品。出演は田村正和、真理アンヌほか。16ミリ。